# Социальная практика
Социальная практика — вид практики, в ходе которой конкретно-исторический субъект, используя общественные институты, организации и учреждения, воздействуя на систему общественных отношений, изменяет общество и развивается сам.
Объект социальной практики — способы жизнедеятельности людей. Последние не зависят от биологической природы индивидов. Они определяют место больших групп людей в обществе, их интересы, характер взаимодействия с другими социальными группами. Поэтому развитие общества — это всегда изменение той системы отношений, в которую включены люди, и которая, будучи создана их собственной деятельностью, выступает вместе с тем регулятором этой деятельности.